# Ryszard Kwiatkowski
Ryszard Kwiatkowski (ur. 27 czerwca 1931 w Jaranowie koło Włocławka, zm. 23 maja 1993 w Bydgoszczy)  – polski kompozytor i pedagog.

## Życiorys
W wieku 10 lat rozpoczął naukę gry na skrzypcach pod kierunkiem ojca. W pierwszych latach powojennych zapoznał się z podstawami gry na instrumentach dętych drewnianych i blaszanych. W latach 1958–1963 studiował kompozycję w Państwowej Wyższej Szkole Muzycznej w Warszawie w klasie Tadeusza Szeligowskiego, a po jego śmierci w klasie Witolda Rudzińskiego . W 1964 uzyskał stypendium Ministra Kultury i Sztuki na uzupełniające studia kompozytorskie w Akademii Muzycznej św. Cecylii w Rzymie pod kierunkiem Goffredo Petrassiego .
Po powrocie do kraju w 1964 podjął pracę w średnich szkołach muzycznych, początkowo w Zielonej Górze (1964–1965), a następnie w Szczecinie (1965–1974). W 1974 pracował w Filharmonii Szczecińskiej jako konsultant programowy. W 1978 przeniósł się  wraz z rodziną w Bydgoszczy. Przez 15 lat, aż do swojej śmierci był wykładowcą instrumentacji, kontrapunktu oraz propedeutyki kompozycji na Wydziale Wychowania Muzycznego Akademii Muzycznej im. Feliksa Nowowiejskiego w Bydgoszczy.

## Twórczość
Kwiatkowski wykorzystywał różne techniki kompozycyjne. W latach 1950–1960 próbował stworzyć własny system modalno-strukturalny. Od 1963 pisał utwory utrzymane w technice serialnej. Od 1968 – po zainteresowaniu się sonoryzmem – skierował się w stronę aleatoryzmu. Od 1984 ponownie interesował się systemem modalno-strukturalnym, wzbogacając go o nowe rozwiązania formalno-brzmieniowe .
Komponować zaczął już jako student, pisząc pierwsze utwory kameralne i rozbudowane formy symfoniczne np. Serenada na puzon i orkiestrę (1959), I symfonia (1962), Kształty na orkiestrę (1963). Najbardziej płodny twórczo był okres szczeciński (1965-1974). Powstały wtedy takie dzieła, jak: Inspiracje bałtyckie (1966), Muzyka polifoniczna (1966), Pulsacje (1966), Śpiewy Bałtyku (1966), III Symfonia (1969), IV Symfonia Bałtycka (1969), Liryki białowieskie (1971), Obrazy bałtyckie na mezzosopran i zespół kameralny (1971).
Dorobek kompozytorski Kwiatkowskiego obejmuje 24 utwory symfoniczne, 24 kameralne, utwory solowe oraz pieśni. Jego utwory były wielokrotnie wykonywane w kraju (m.in. podczas festiwali: „Warszawska Jesień” i „Poznańska Wiosna Muzyczna”) oraz w Stanach Zjednoczonych (m.in. w nowojorskiej Metropolitan Opera).

## Nagrody i wyróżnienia
(na podstawie materiału źródłowego)
Jest laureatem licznych nagród i wyróżnień na konkursach kompozytorskich, m.in.:
- 1960 – III nagroda oraz wyróżnienie na Konkursie Kompozytorskim z okazji 150-lecia Państwowej Wyższej Szkoły Muzycznej w Warszawie
- 1963 – wyróżnienie na VI Konkursie Koła Młodych Związku Kompozytorów Polskich w Warszawie
- 1966 – wyróżnienie na Konkursie Kompozytorskim im. Grzegorza Fitelberga w Katowicach za Obrazy na orkiestrę kameralną (1964)
- 1968 – I nagroda na Międzynarodowym Konkursie Kompozytorskim na Kwartet Perkusyjny w Nowym Jorku za Kwartet na perkusję (1968)
- 1968 – wyróżnienie na Konkursie Kompozytorskim im. Grzegorza Fitelberga w Katowicach
- 1970 – III nagroda na Konkursie Kompozytorskim im. Grzegorza Fitelberga w Katowicach
- 1971 – wyróżnienie na Konkursie Kompozytorskim im. Grzegorza Fitelberga w Katowicach
- 1982 – III nagroda na Konkursie Kompozytorskim Związku Kompozytorów Polskich w Warszawie
- 1985 – wyróżnienie na Konkursie Kompozytorskim z okazji 25-lecia Festiwalu "Poznańska Wiosna Muzyczna"
- 1991 – honorowe wyróżnienie na Konkursie Kompozytorskim im. Ryszarda Bukowskiego we Wrocławiu